# OS/360
OS/360 és un sistema operatiu d'IBM, produït entre 1965 i 1972. Desenvolupat per IBM el 1964, el seu llançament estava previst pel 1965 per a les versions més simples i pel 1966 per a les més complexes, però no va ser fins al 1967 quan va veure la llum oficialment. Inicialment pensat per ocupar 6 KB, posteriorment va ser augmentat desorbitadamente de mida amb noves funcionalitats fins a assolir la mida de llançament de 64 KB. Aquest sistema operatiu pertany a la tercera generació dels sistemes operatius.
L'OS/360 va ser desenvolupat com una família de tres programes de control, que incrementaven en mida així com en funcionalitat. Inicialment la tasca simple PCP (Primary Control Program, Programa de Control Primari) processava les tasques seqüencialment (procés per lots); posteriorment l'MFT (Multiprogramming with a Fixed number of Tasks, Multiprogramació amb un nombre fix de tasques) va afegir capacitats multitasca, però només permetia un nombre fix de tasques concurrents, cada una tenint un lloc predefinit a la memòria. Finalment l'MVT (Multiprogramming with a Variable number of Tasks, Multiprogramació amb un nombre variable de tasques) va permetre un nombre variable de tasques la memòria de les quals podia canviar dinàmicament. L'OS/360 també va introduir el llenguatge d'ordres per lots anomenat JCL (Job Control Language, Llenguatge de Control de Processos).
Quan posteriorment es desenvolupà l'adreçament virtual per al System/370, es van actualitzar i es van canviar de nom els sistemes OS/360; MFT passà a OS/VS1 i MVT passà a OS/VS2. OS/VS2 es va anunciar de dues formes: OS/VS2 Release 1, o SVS (Single Virtual Storage) i OS/VS2 Release 2, o MVS (Multiple Virtual Storage). SVS estava dissenyat com a pas entre l'MVT i el'MVS i actualment només té un interès històric. L'MVS encara es pot trobar en els últims membres de la sèrie 360 i els seus successors, la sèrie System/370, System/390 i zSeries.
Actualment l'OS/360 original és de domini públic i es pot descarregar lliurement. Es pot executar en maquinari original System/360 i també amb l'emulador de terminal Hercules sobre Linux, Windows i Mac.